# Lakeview (Moore megye, Észak-Karolina)
Lakeview önkormányzat nélküli település az USA Észak-Karolina államában, Moore megyében. 